# أسنجية
أسَنْجيَّة أو أسَنْجَة (الاسم العلمي: Stagonospora)، جنس فطور من فصيلة Phaeosphaeriaceae.العديد من الأنواع في هذا الجنس هي مسببات الأمراض النباتية.